# Срби у Јужноафричкој Републици
Срби у Јужној Африци су грађани Јужне Африке српског порекла или људи рођени у Србији који живе и раде у Јужној Африци.

## Историја
Нема поузданих података када су српски досељеници стигли на југ Африке, али се поуздано зна да су неки бокељски и далматински морнари пристајали и остајали у тамошњим лукама још у 18. веку. У јужноафричким документима масовније досељавање са Балкана регистровано је тек крајем 19. века када су прорадили рудници дијаманата. Помињу се типична српска презимена: Матовић, Марковић, Циганчић, Гашић и Лазаревић. Попис становништва колоније Рт добре наде из 1875. године, међутим, броји само стотину особа досељених из данашње Аустрије, Италије, Мађарске и бивше Југославије. Најчешћи разлог напуштања завичаја је био избегавање служења војног рока у "туђинским армијама", као и жеља да се у овој земљи злата и дијаманата почне бољи живот. Средином седамдесетих година 19. века, када је у Кимберлију отворен први рудник, доселио се известан број Далматинаца и Бокеља. Међутим, њихова имена су се врло брзо нашла на надгробним плочама јер су радећи у рудницима под тешким условима умирали млади. У то време је група Далматинаца и Бокеља радила на изградњи железничке пруге и станице Кејпмејден-Барбертон.
Почетком 20. века Јужну Африку су највише насељавали Хрвати, али је међу њима било и доста Срба из Далмације, Лике, Херцеговине и нарочито Боке Которске. Већина је била регистрована као грађани Аустроугарске, па их је било тешко разврстати по националностима. Иако је попис из 1891. године регистровао само 232 досељеника из крајева који су припали бившој Југославији, то не значи да није било више Срба, посебно из Херцег Новог. Они су се досељавали, углавном, у околину данашњег Јоханезбурга. Један од првих, који је дошао у Јужну Африку 1897. године, био је Илија Антељевић.
После бурског рата 1902. године започиње друга фаза досељавања са простора бивше Југославије. Тако је на попису становништва ЈуЖне Африке из 1904. године регистровано 2.288 грађана придошлих из Аустроугарске, Црне Горе и Србије. Међу државама које су Јужној аФрици нудиле радну снагу била је и Краљевина Србија, док је Аустроугарска рударској компанији понудила чак 30 хиљада радника из Војводине, Босне, Херцеговине, Славоније, Хрватске и дела Црне Горе. Поред трагања за послом, други мотив одласка људи на југ Африке био је спајање породица, јер су прву генерацију чинили, углавном, мушкарци.

### Први светски рат, Међуратни период, Други светски рат
За већину дошљака из Аустроугарске, Први светски рат донео је невоље, јер је Јужна Африка била на страни савезника. Тако су сви са аустроугарским пасошем постали ратни заробљеници. Они који су имали пасоше Краљевине Србије и Краљевине Црне Горе имали су статус јужноафричког грађанина. Многи од њих су ратовали као добровољци у Србији, а неки и на фронту према немачким снагама у Намибији, па чак и у Француској. Међу њима су били браћа Тодор и Максим Познановић, Симо Антељевић и Милован Вучковић. Вратили су се са ордењем, а Перо Сикимић са француском лентом.
Када је рат завршен, новоформирана Краљевина СХС, касније Краљевина Југославија, није поклањала пажњу исељеницима у Јужној Африци, мада се њихов број постепено увећавао. Тек 1930. године, југословенска влада је именовала једног Словенца, Данила Струкеља, за првог почасног конзула у Јоханезбургу. Седам година касније, после петиције 147 угледних југословенских досељеника, за новог почасног конзула именован је Ђорђе Синовић, припадник друге генерације досељеника са Брача.
Када је започео Други светски рат, у Јоханезбургу је отворен Генерални конзулат Краљевине Југославије са Стојаном Гавриловићем на челу. Он је у својим првим дипломатским извештајима Влади у Београду истицао да је већина исељеника без пасоша, без контакта са државним органима и без евиденције. Зато је, када је о броју исељеника реч, само претпоставио да у Јоханезбургу има 1.800, Преторији 50, Кејптауну 40, Скотбургу 30, Дурбану 20, а међу њима 300 војних обвезника. То су били први службени подаци Југославије о њеним исељеницима у Јужноафричкој Унији 1941. године. После пада Београда, у Дурбан и Кејптаун је стигла група чланова југословенске избегличке владе, али и група избеглица из Југославије, њих 142. На пријему који им је приредио почасни конзул Ђорђе Синовић, дочекало их је 300 исељеника.

### Период после Другог светског рата
Нови талас досељавања кренуо је после Другог светског рата, када је група официра, подофицира и ратних заробљеника бивше краљевске војске одлучила да се не врати у Југославију. Њихова појава довела је и до стварања тзв. политичке југословенске емиграције. Све до 1948. године, у тамошњој југословенској колонији, осећао се утицај просовјетских струја, што је неминовно доводило до политичких сукоба између антикомуниста и комуниста.
Како је, након увођења санкција према Јужној Африци од стране ОУН, Југославија затворила Генерални конзулат 1963. године, југословенска колонија је гурнута у заборав. Најкраћи пут од Београда до Јоханезбурга водио је преко Беча и Имиграционог бироа Јужне Африке, јер је она, почетком шездесетих година, годишње усељавала до 40.000 странаца. Међу економским мигрантима из Југославије је било доста Срба. Тај талас је трајао све до осамдесетих година. Према слободним проценама самих исељеника, југословенска колонија, у том периоду, је нарасла на 20.000, од чега је било 8.000 Срба.
Последњи талас српских досељеника у Јужну Африку је отпочео деведесетих година. Рат и потреба да се нађе било какав бољи посао и плата изгнали су, према подацима Српске православне цркве, чак 4.000 избеглица у Јужну Африку, од којих је највећи број из Босне и Србије. Неки од њих су били заведени лажним обећањима туристичких агенција да је Јужна Африка 1992. године, у време почетка привредне рецесије на Западу, земља благостања, па су се нашли на улици. Ни о тим новим исељеницима СР Југославија није водила рачуна, али тек на интервенцију српских бизнисмена, пре свега Милета Мајкла Буљугића који је водио Југословенски трговачки центар у Јоханезбургу, у Београду је прихваћена идеја да се после 30 година успоставе економске и културне везе са српским исељеницима, а дипломатске са Јужноафричком Републиком.

## Удружења
Активно је више српских удружења: Српски клуб "Завичај", удружење "Српска слога", Српско културно-уметничко друштво "Африка" и црквено-школска општина "Свети Сава". Од 2009. године постоји Српска школа "Свети Сава", основана на иницијативу исељеника, која се налази на имању цркве Светог Томе. Захваљујући професорки српског језика, Виолети Павловић Мариновић, српски језик се од 2012. године званично учи као изборни предмет у свим основним, средњим, приватним и државним школама у Јужној Африци.

## Вероисповест
У Јужној Африци постоји парохија Српске православне цркве при храму Светог апостола Томе у Јоханезбургу. Црква је саграђена 1978. године, и она је једина српска православна црква у Африци. На Бадње вече и Васкрс се у цркви окупи и неколико хиљада људи. Поред Јужне Африке, ова парохија обухвата и Србе који живе у Боцвани, Намибији, Замбији и Зимбабвеу. Патријарх српски Иринеј посетио је Јужноафричку Републику и Боцвану октобра 2018. године.

## Познате личности
- Јовица Рујевић, играч бадминтона
- Јован Ребула, голфер